# Kulturzentrum Herne

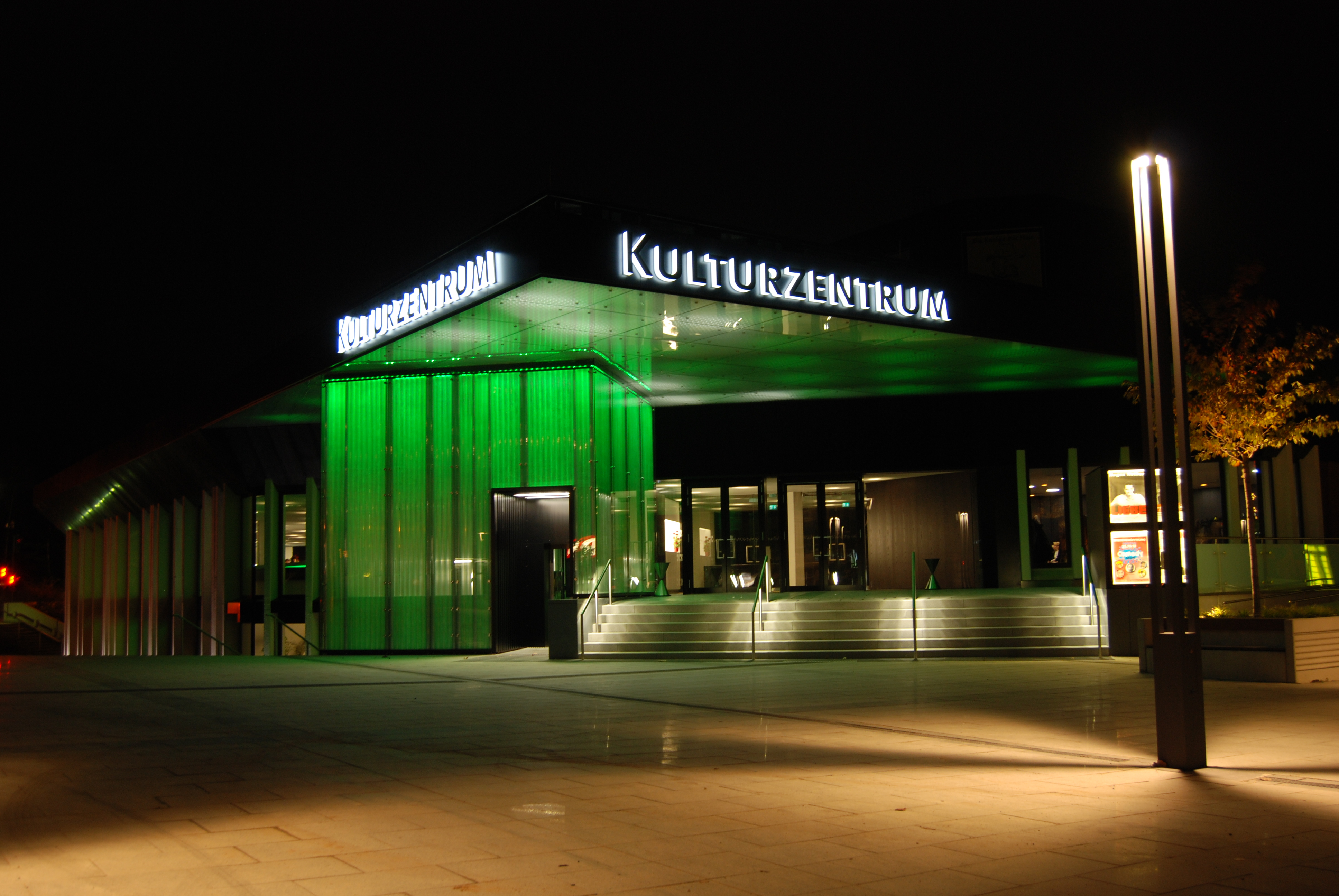
Kulturzentrum Herne nach dem Umbau November 2010

Das Kulturzentrum Herne (kurz KUZ) ist ein 1976 in der Stadt Herne errichtetes Kultur- und Veranstaltungszentrum, das eine Reihe städtischer Kultureinrichtungen unter einem Dach vereint.

## Geschichte

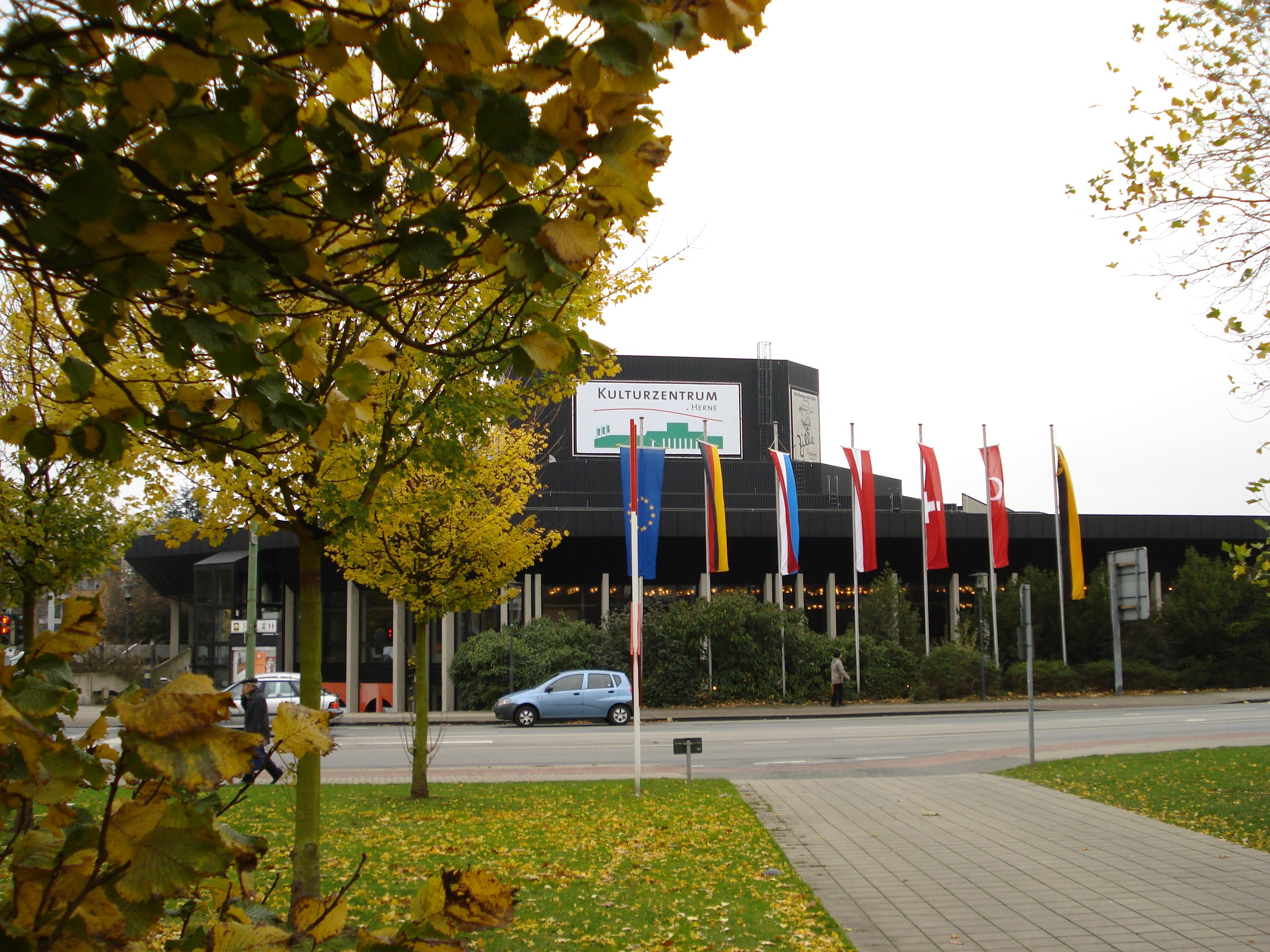
Kulturzentrum Herne 2008

Die aus Sichtbeton und Aluminium bestehende Mehrzweckhalle wurde 1976 von der Stadt Herne errichtet. Die Bauarbeiten dauerten von August 1973 bis September 1976. Dabei wurden circa 43.000 m³ Erde ausgehoben und  11.000 m³ Beton verbraucht, wobei auf zehn Kubikmeter Beton circa eine Tonne Stahl verbaut wurde. Das Volumen des umbauten Raumes beträgt 71.000 m³.
Das Kulturzentrum vereinigt die städtische Bibliothek, das Stadtarchiv, die Volkshochschule und das Kulturbüro zentral unter einem Dach.
Im Sommer 2010 wurde das Kulturzentrum saniert, umgebaut, modernisiert und im Oktober wiedereröffnet. Dabei wurden unter anderem ein umfassendes Lichtkonzept im Außenbereich und im Saal, luftige Konstruktionen im Eingangsbereich und ein neuer Loungebereich rund um die Theken im Foyer geschaffen. Seit der Neueröffnung 2010 wird das Kulturzentrum kontinuierlich den aktuellen Entwicklungen der Veranstaltungsbranche, sowohl baulich als auch technisch, angepasst.

## Nutzung
Das Kulturzentrum bietet von Konzerten über Kabarett bis Kindertheater zahlreiche Veranstaltungen für alle Altersgruppen an. Namhafte Schauspieler wie Bernhard Minetti und Will Quadflieg oder Showstars wie Hape Kerkeling und Peter Kraus haben bereits Auftritte im Kulturzentrum absolviert, das sich technisch, organisatorisch und gastronomisch flexibel an jedes gängige Veranstaltungsformat anpassen lässt. Es ist geeignet für Tagungen, Konferenzen, Messen, Ausstellungen, Gala-Veranstaltungen, Konzerte und Shows.

### Städtische Einrichtungen

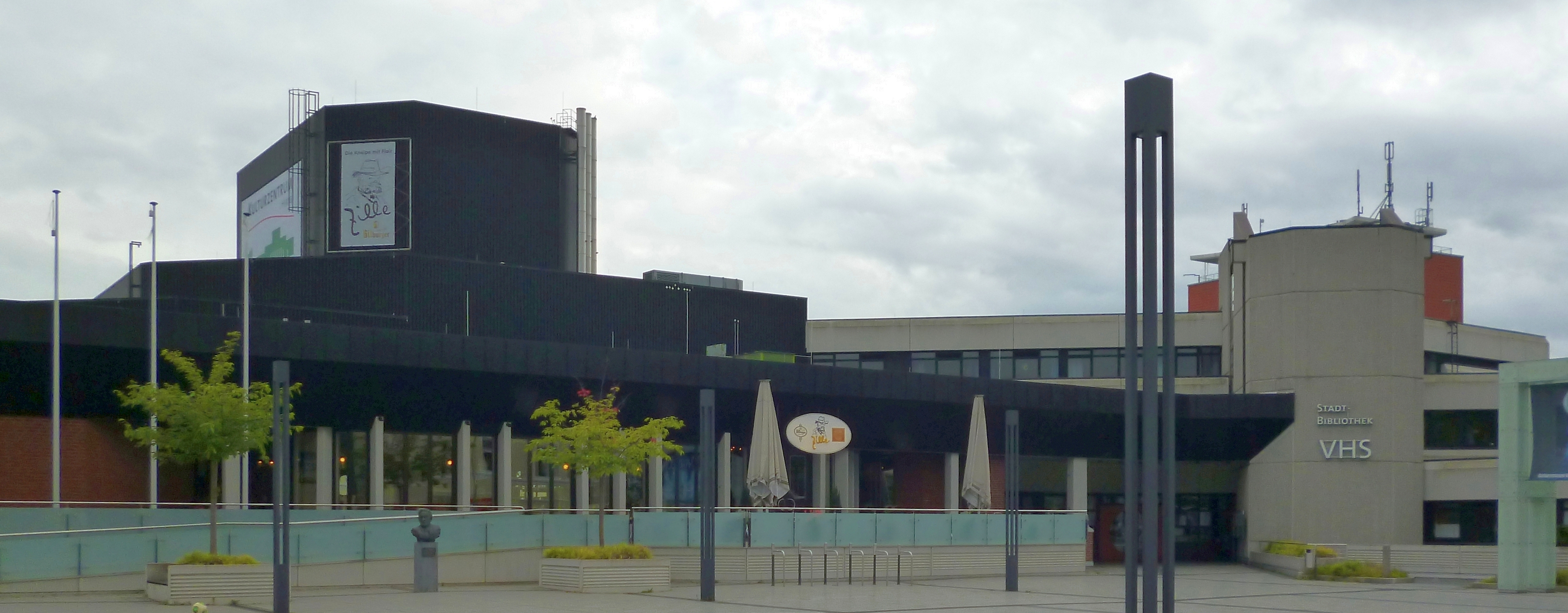
Kulturzentrum Herne vom Willi-Pohlmann-Platz gesehen, Ansicht auf VHS, Stadtarchiv, Restaurant Zille, 2014

Die Volkshochschule, das Kulturbüro, die Bibliothek der Stadt Herne, das Stadtarchiv und der Veranstaltungssaal sind in dem Mehrzweckbau untergebracht.

### Veranstaltungen
Neben Comedyabenden, beispielsweise mit Hape Kerkeling, Johann König, Ralf Schmitz, Mirja Boes, Herbert Knebel, Jürgen von der Lippe, Hagen Rether und Götz Alsmann, finden im Kulturzentrum als jährliche Veranstaltung die Tage Alter Musik und die Spielemesse Spielewahnsinn statt, sowie seit 2011 das Finale und die Preisverleihung des von der Stadt Herne veranstalteten bundesweiten Wettbewerbs für Bühnenoriginale Tegtmeiers Erben.
Außerdem werden regelmäßig Partys veranstaltet, wie Ü-30-Partys, Silvesterpartys und die WDR2-Hausparty. Firmen, Verbände und Parteien nutzen das Kulturzentrum darüber hinaus als Tagungsort oder Eventlocation.

## Veranstaltungsstätte/Saal
Der Saal ist eben oder stufig fahrbar, um viele unterschiedliche Bestuhlungsvarianten realisieren zu können. Zudem ist die Saalrückwand absenkbar zur gemeinsamen Nutzung von Saal und Foyer. Aufgrund des variablen Wandsystems und der modernen Bodenhydraulik passt sich der Saal den spezifischen Vorgaben an und lässt sich für unterschiedlichste Veranstaltungsformen nutzen.

### Bühne
Die maximal 12 m breite Hauptbühne verfügt insgesamt über eine Fläche von 150 m². Ein variables Bühnensystem mit stufenlos verfahrbaren Hubpodien und Podestsystemen bietet vielfältige Gestaltungsmöglichkeiten.
- Saal: 580 m²
- Saal mit Foyer: 1.160 m²
- unbestuhlt bis zu 1.260 Personen
- Reihenbestuhlung: Saal: 803 Sitzplätze; mit Foyer: 1.200 Sitzplätze
- Bankettbestuhlung bis zu 820 Sitzplätze
- Parlamentarisch (Saal) bis zu 295 Sitzplätze, flexibel erweiterbar durch das Foyer

- Bodenbelag Saal: Parkett
- Bodenbelag Foyer: Naturstein
- Lichtverhältnis Saal: kein Tageslicht
- Lichtverhältnis Foyer: Tageslicht
- Klimatisierung vorhanden

- Grundflächen: Hauptbühne 150 m², Hinterbühne 96 m²
- Zwei Hubpodien (11 × 3 m), stufenlos fahrbar von (+) 1,5 m bis (-) 2,8 m auf der Hauptbühne
- Bühnenturm/Höhe Schnürboden = 15 m
- 20 Handkonterzüge bis zu 300 kg
- 2 Seitenpanoramen
- Nivtec-Podestsystem in verschiedenen Größen und Höhen (von 0,20 bis 1,00 m)

## Lage
Das Kulturzentrum Herne verfügt über eine zentrale Lage und verkehrsgünstige Anbindungen. Die Autobahnen A 42 und A 43 sind in weniger als 5 Minuten Fahrzeit zu erreichen, zudem ist die Anbindung an den ÖPNV mit der U-Bahn-Linie U35 und mehreren Buslinien etwas weiter entfernt an der Station Archäologie-Museum/Kreuzkirche gegeben. Jedoch befindet sich in der Nähe die Haltestelle Kulturzentrum, welche ebenfalls zusätzliche Anbindungen ermöglicht.
| Linie | Verlauf | Takt (Mo–Fr) | Betreiber |
| ----- | --- | ------------ | --------- |
| 312   | (Wanne Waldfriedhof –) Herne Im Dannekamp – Wanne Markt – Mondpalast – Wanne-Eickel Hbf – Juliastraße/Großmarkt – Herne Bf – Herne Mitte – Kulturzentrum – Hölkeskampring – Marienhospital (→ Flottmann-Hallen) – Herne-Südpool (ab/bis Wanne Waldfriedhof nur samstags, sonn- und feiertags tagsüber) | 20 min       | HCR       |
| 362   | Siedlung Eichenforst – Pantringshof – Schloß Strünkede – Herne Bf – Herne Mitte – Kulturzentrum – Holsterhausen Süd – Solbad – Wanne-Eickel Hbf | 15 min       | HCR       |
| NE33  | NachtExpress: Herne Bf → Herne Mitte → Kulturzentrum → Holsterhausen → Solbad → Wanne-Eickel Hbf → Baukau → Herne Bf Fährt in den Nächten Freitag/Samstag, Samstag/Sonntag, vor Feiertagen und nach besonderer Ankündigung                                                                             | 60 min       | HCR       |

## Videos
- Eröffnung des Kulturzentrums (Eröffnung KUZ)
- Spielewahnsinn 2012